# St. Johannes der Täufer (Hettenshausen)

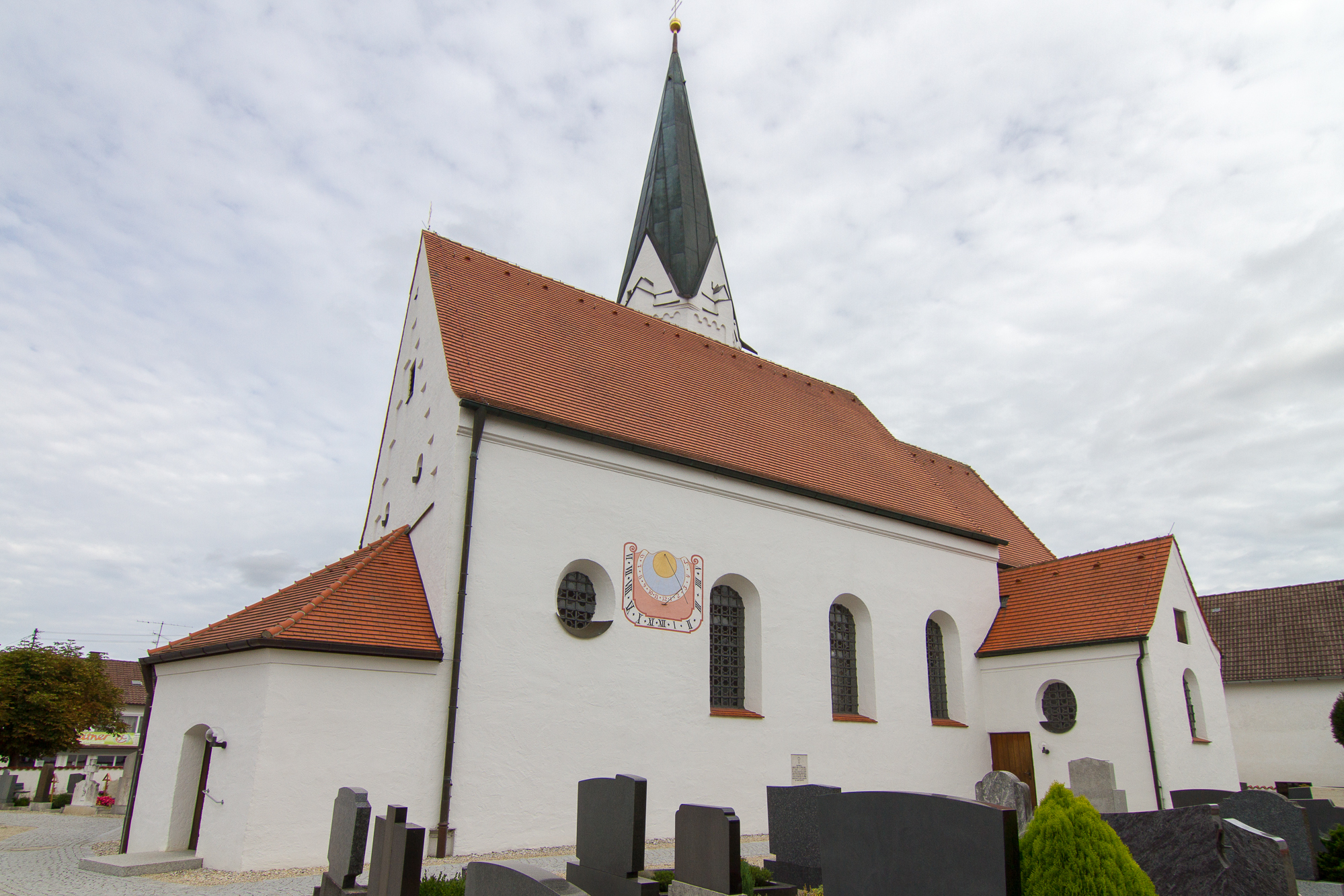
St. Johannes der Täufer in Hettenshausen

Die römisch-katholische Kirche St. Johannes der Täufer steht in Hettenshausen, einer Gemeinde im oberbayerischen Landkreis Pfaffenhofen an der Ilm. Das Bauwerk ist in der Liste der Baudenkmäler in Hettenshausen als Baudenkmal unter der Nr. D-1-86-126-1eingetragen. Die Quasipfarrei gehört zum Pfarrverband Ilmmünster im Dekanat Freising des Erzbistums München und Freising.

## Beschreibung
Die spätgotische Saalkirche wurde Ende des 15. Jahrhunderts erbaut und 1699 barock umgestaltet. Sie besteht aus dem Langhaus, dem eingezogenen, dreiseitig geschlossenen, von Strebepfeilern gestützten Chor im Osten, der Sakristei an der Südwand des Chors und dem Kirchturm auf quadratischem Grundriss an der Nordwand des Langhauses neben dem Chor. In den drei achteckigen Obergeschossen des mit einem spitzen Helm bedeckten Turms befinden sich der Glockenstuhl und die Turmuhr. Die Vorhalle vor der Fassade im Westen birgt das Portal und eine Ölberggruppe aus dem 16. Jahrhundert.
Der Innenraum des Langhauses ist mit einem Tonnengewölbe überspannt, der des Chors mit einem Stichkappengewölbe. Der Hochaltar wird von den Skulpturen des heiligen Oswald und des Sigismund von Burgund flankiert.